# Edmund Bakuniak
Edmund Henryk Bakuniak, ps. „Jeż” (ur. 24 maja 1923 w Podzamczu, zm. 22 sierpnia 2011) – profesor nauk rolniczych o specjalności ochrona roślin, żołnierz Armii Krajowej.

## Życiorys
Urodził się w osadzie wojskowej przy wsi Podzamcze (od 5 maja 1930 odrębnej gromadzie Wola Piłsudskiego), w rodzinie Jana, osadnika, i Stanisławy z Malinowskich.
W czasie II wojny światowej był żołnierzem 1 kompanii, I batalionu, 24 pułku 27 Wołyńskiej Dywizji Piechoty w stopniu porucznika, ps. „Jeż”.
Po wojnie w 1950 ukończył studia na Uniwersytecie Przyrodniczym w Poznaniu, w 1978 otrzymał tytuł profesora.
Za zasługi wojenne odznaczony był Krzyżem Armii Krajowej, Medalem Wojska Polskiego, Krzyżem Partyzanckim, a także Srebrnym Krzyżem Zasługi, Krzyżem Kawalerskim Orderu Odrodzenia Polski, Krzyżem Oficerskim Orderu Odrodzenia Polski (2006) – za wybitne zasługi w działalności na rzecz niepodległości Rzeczypospolitej Polskiej, za pracę społeczną w środowiskach kombatanckich, Złotą Odznaką Honorową „Za zasługi dla Warszawy”, Srebrnym Medalem Opiekuna Miejsce Pamięci Narodowej.